# アレキサンダー・シュヴィツァールスキ
アレキサンダー・シュヴィツァールスキ（チェコ語: Alexandr Švýcarský、1973年8月28日 - ）は、チェコ共和国のヴァイオリン製作者。現代チェコ共和国を代表する最高峰マエストロの一人。独自の製法によるニスと入念な作業によりハイクオリティーな音響のヴァイオリン、ヴィオラ、チェロを作り出している。彼の楽器を見る機会は非常に限られているが、現役では世界でも最高レベルの楽器製作者の一人。

## 略歴
チェコ共和国、ムラダー・ボレスラフ出身。プラハの世界的に有名なヴァイオリン製作者プシェミスル・オタカル・シュピドレン（チェコ語: Přemysl Otakar Špidlen）の数少ない高弟の一人。ロンドンの世界有数の弦楽器修復專門家フロリアン・レオンハート（英語: Florian Leonhard）の下で3年間の研鑽を経て習得したハイレベルな修復技術は、シュヴィツァールスキの製作活動にも生かされており、数々の国際コンクールで輝かしい成績を残している入賞記録がその腕前を物語っている。2006年、ポーランドのヘンリク・ヴィエニャフスキ（Henryk Wieniawski）ヴァイオリン製作コンクール「最高工芸金賞」、2001年同コンクール「最高漆芸賞」を受賞。2009年、第12回クレモナの「トリエンナーレ」弦楽器製作コンクール（International “Triennale” Violin Making Competition）ヴァイオリン部門第4位。
現在はプラハに自身の工房を設立し、プロの演奏家も愛用するほどの作品作りを続けている。世界的に著名なヴァイオリニストのヨゼフ・スーク（Josef Suk）、プラハ・ヴラフ弦楽四重奏団（New Vlach Quartet）のビオラ奏者ペトル・ヴェルネル（Petr Verner）、アポロン弦樂四重奏団（Apollon Quartet）のチェロ奏者Pavel Verner、エポック弦樂四重奏団（Epoque Quartet）のビオラ奏者ウラジミール・クロウパ（Vladimír Kroupa）などの有名な音楽家たちがこぞってシュヴィツァールスキの楽器を求めたことでも知られる。

## 楽器

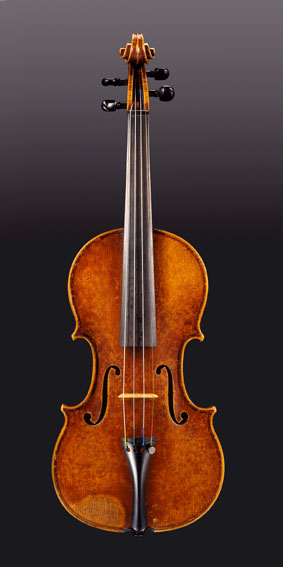
アレキサンダー・シュヴィツァールスキ "ヨゼフ・スーク" ヴァイオリン Alexander Svycarsky "ex-Josef Suk" violin 2000 , Omobono Stradivari 1734 copy, top
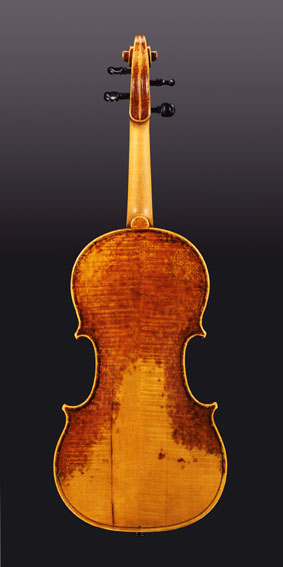
アレキサンダー・シュヴィツァールスキ "ヨゼフ・スーク" ヴァイオリン Alexander Svycarsky "ex-Josef Suk" violin 2000 , Omobono Stradivari 1734 copy, back
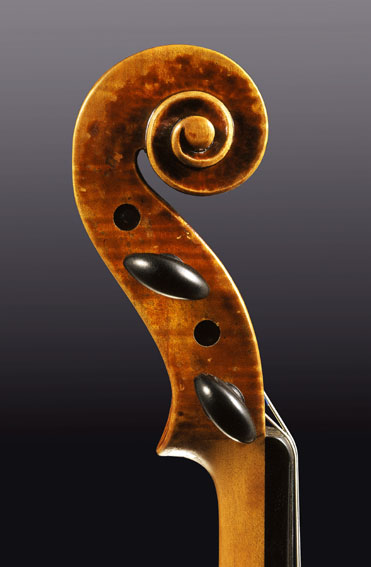
アレキサンダー・シュヴィツァールスキ "ヨゼフ・スーク" ヴァイオリン Alexander Svycarsky "ex-Josef Suk" violin 2000 , Omobono Stradivari 1734 copy, scroll left side
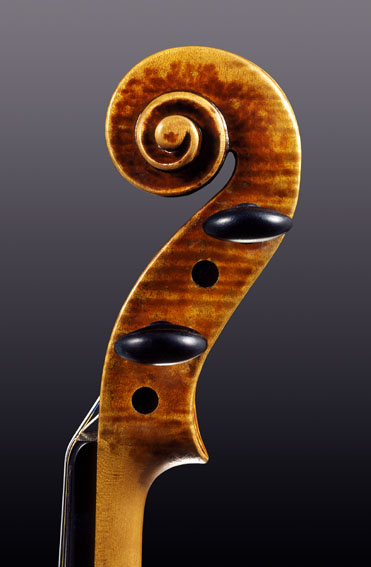
アレキサンダー・シュヴィツァールスキ "ヨゼフ・スーク" ヴァイオリン Alexander Svycarsky "ex-Josef Suk" violin 2000 , Omobono Stradivari 1734 copy, scroll right side
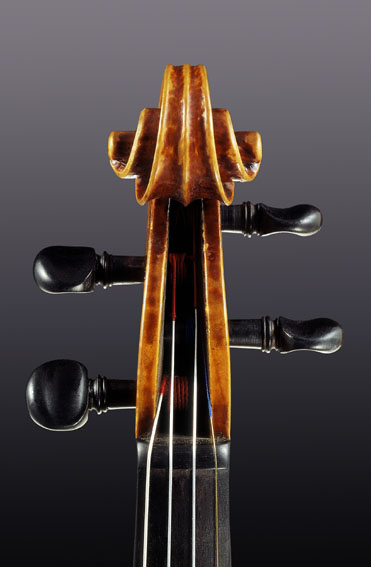
アレキサンダー・シュヴィツァールスキ "ヨゼフ・スーク" ヴァイオリン Alexander Svycarsky "ex-Josef Suk" violin 2000 , Omobono Stradivari 1734 copy, scroll front side
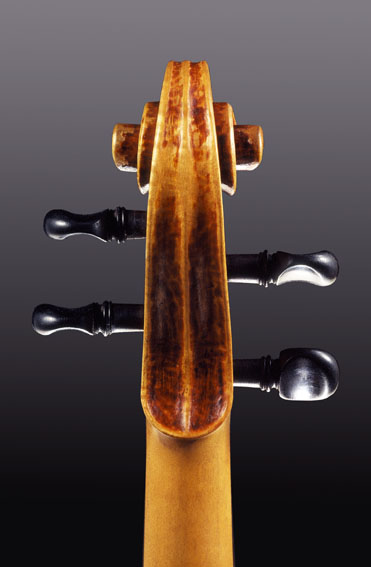
アレキサンダー・シュヴィツァールスキ "ヨゼフ・スーク" ヴァイオリン Alexander Svycarsky "ex-Josef Suk" violin 2000 , Omobono Stradivari 1734 copy, scroll back side